# Гиджан
Гиджан (азерб. Gican) — деревня на северо-востоке Азербайджана. Входит в состав Гусарского района.

## География
Гиджан находится на северо-востоке Азербайджана, в 190 км к северо-западу от столицы Баку. Деревня расположена на высоте 1 618 метров над уровнем моря.

## Климат
Средняя температура составляет 7 °C. Самый теплый месяц — июль (средняя температура 17 °C), а самый холодный — январь (средняя температура −7 °C). Среднее количество осадков составляет 763 миллиметра в год. Самый влажный месяц — сентябрь (88 мм осадков), а самый влажный — август (17 мм осадков).

## Население
По данным переписи 2009 года, в деревне проживает 543 человека.